# 帕洛馬 (加利福尼亞州)
帕洛馬（英語：Paloma）是位於美國加利福尼亞州卡拉韋拉斯縣的一個非建制地區。該地的面積和人口皆未知。

## 地理
帕洛馬的座標為38°15′34″N 120°45′48″W / 38.25944°N 120.76333°W，而該地的平均海拔高度為415米（即1362英尺）。